# Sentinels
De Sentinels zijn een groep van fictieve robots uit de strips van Marvel Comics, die vooral voorkomen in de X-Men strips. Ze werden bedacht door schrijver Stan Lee en tekenaar Jack Kirby, en verschenen voor het eerst in Uncanny X-Men #14 (november 1965).
De eerste sentinels werden uitgevonden door Dr. Bolivar Trask. De sentinels zijn geprogrammeerd om mutanten op te jagen en uit te roeien. In de loop der jaren zijn er verschillende typen Sentinels geproduceerd voor zowel privé als paramilitaire doeleinden.

## Karakteristieken
Sentinels zijn technologisch zeer geavanceerd. Ze zijn meestal reusachtig in omvang (pak weg zo hoog als een drie verdiepingen tellend gebouw). Het meest voorkomende type sentinel kan mutanten opsporen door middel van scanners en sensoren, kan vliegen en beschikt over verschillende energiewapens. Hoewel veel Sentinels in staat zijn ter plekke tactieken te verzinnen gedurende een gevecht, zijn alleen een handvol unieke Sentinels echt zelfbewust.
Omdat Sentinels gemaakt zijn om mutanten op te jagen spelen ze in de X-Men strips vaak de rol van de schurken, of worden ze door (super)schurken ingezet. Per nieuwe generatie hebben de Sentinels verbeterde vaardigheden gekregen.
Sentinels hebben een groot aantal mogelijkheden. Ze kunnen vliegen, verschillende wapens (vooral energiestralen) afschieten uit verschillende delen van hun lichaam en mutanten zelfs over lange afstand opsporen. Sommige kunnen zelfs van vorm veranderen of zichzelf weer in elkaar zetten. Sentinels zijn verder zeer sterk en bestand tegen de meeste aanvallen van mutanten.
De meeste Sentinels beschikken over kunstmatige intelligentie en kunnen zelf handelen. Recentelijk verschenen er een aantal Sentinels die van binnenuit worden bestuurd door getrainde piloten.

## Generaties
- Mark I – gemaakt door Bolivar Trask.
- Mark II – gemaakt door Larry Trask, kunnen zich aan verschillende krachten aanpassen.
- Composite – gemaakt toen de restanten van vijf vernietigde Sentinels werden vermengd.
- Mark III – gemaakt door Stephen Lang en Project: Armageddon, in het geheim gefinancierd door Edward Buckman en de Raad van Uitverkorenen.
- X-Sentinels – gemaakt door Stephen Lang. Dit waren androïde dubbelgangers van de originele X-Men.
- Mark IV – gemaakt door Sebastian Shaw
- Mark V – gemaakt door Sebastian Shaw voor het overheidsproject Project: Wideawake
- Mark VI – gemaakt door Shaw Industries voor Project: Wideawake, gebruikt door Onslaught.
- Mark VII – gemaakt door Shaw Industries. Experimenteel en op afstand bestuurbaar.
- Project Nimrod – gemaakt door Project: Wideawake. Stopgezet X-Force zich ermee bemoeide.
- Prime Sentinels – gemaakt door Bastion en Operation: Zero Tolerance. Dit waren eigenlijk mensen die door middel van cybernetische nano implantaten waren veranderd in robots.
- Omega Prime Sentinels – de tweede generatie van de Prime Sentinels.
- Wild Sentinels – in het geheim gebouwd door een nieuwe Master Mold in Ecuador, geactiveerd door Donald Trask III en gebruikt door Cassandra Nova. Deze Sentinels waren verantwoordelijk voor de vernietiging van Genosha.
- Mark VIII - Sentinel Squad O*N*E ontworpen door Stark Enterprises (van Iron Man). Deze modellen hebben geen kustmatige intelligentie en zijn afhankelijk van een piloot.
- Nimrod – een speciale Sentinel die uit een alternatieve tijdlijn genaamd de “Days of Future Past” kwam. Hij werd recentelijk opnieuw geactiveerd door William Stryker.

### Gerelateerde mutantenjagende creaties
- Tri-Sentinel: een combinatie van drie standaard Sentinels, verbonden door Loki, en verslagen door Spider-Man.
- Soviet Sentinels: gemaakt door de Sovjet-Unie en later overgenomen door de Cubaanse overheid.
- Super-Sentinels: met nanotechnologie creëerde Weapon Plus kunstmatig geëvolueerde supermensen, waarvan er drie werden uitgekozen om het Super Sentinels team te vormen.
- Colcord's Sentinels: enkele van de Boxbots gemaakt door Madison Jeffries voor het Weapon X programma evolueerde in Sentinels.
- Hardaway: een cyborg gemaakt in Camp Hayden, gedood door het Mutant Liberation Front, die hem een Bio-Sentinel noemde.
- X-51 (Machine Man)

## Sentinel Squad O*N*E
Na afloop van de House of M verhaallijn, waarin 90% van de mutanten in de wereld hun krachten verloren, stelde het Office of National Emergency (ofwel O*N*E), een nieuw sentinel team samen. Maar ditmaal niet om op mutanten te jagen, maar om de X-Men school, die diende als thuisbasis voor de overgebleven mutanten, te beschermen voor het geval hun vijanden dit moment aan zouden grijpen voor een aanval. De Sentinels uit dit team waren allemaal van het Mark VIII type ontworpen door Stark Enterprise. In plaats van kunstmatige intelligentie hadden deze Sentinels een menselijke piloot. Het team dat de Sentinels bestuurde werd getraind door James Rhodes.
Hoewel hun intenties goed waren, vielen de nieuwe Sentinels niet bij alle mutanten in goede aarde. Vooral Rachel Summers, die was opgegroeid in een alternatieve tijdlijn waarin mutanten bijna geheel door Sentinels waren uitgeroeid, had er moeite mee dat er Sentinels rond het schoolterrein stonden.
De X-Men werden geacht contact op te nemen met O*N*E alvorens op een missie te gaan, en altijd een Sentinel mee te nemen. In de praktijk gingen de X-Men er vaak in het geheim vandoor.
Het Sentinel Squad O*N*E team kreeg ook zijn eigen stripserie van 5 delen, gemaakt door John Layman en Aaron Lopresti.
Het originele team werd al snel ontslagen na een nederlaag tegen Apocalypse en Vulcan.

## Andere tijdlijnen

### Days of Future Past
In de "Days of Future Past" tijdlijn, die voor het eerst werd getoond in Uncanny X-Men #141, waren de Sentinels de heersers over de Verenigde Staten. De "Omega Sentinels" van deze tijdlijn waren veel geavanceerder dan de Sentinels uit het heden, en Nimrod was de sterkste. Deze Sentinels hadden bijna alle mutanten uitgeroeid, en de overlevenden gevangen in concentratiekampen.

### Ultimate Sentinels
In de Ultimate Marvel strips van de X-Men, bestonden de Sentinels al vanaf het eerste deel. Later verschenen ook de New Sentinels, 60 van S.H.I.E.L.D.’s topagenten in Sentinel gevechtspakken. Deze waren in staat een gehele vloot van de oude Sentinel modellen aan te kunnen.

## Sentinels in andere media
- De Sentinels verschenen in een aantal afleveringen van de X-Men animatieserie. Hun bekendste verschijning was in de afleveringen gebaseerd op de originele strip waarin de Sentinels voor het eerst verschenen.

- In de tweede X-Men animatieserie, X-Men: Evolution, verscheen ook een soort Sentinel, maar deze was duidelijk anders dan de Sentinels uit de strips. Oorspronkelijk was het er maar 1, een prototype gemaakt door Bolivar Trask (hier een voormalig agent van S.H.I.E.L.D.). Deze Sentinel werd door Magneto losgelaten om de X-Men te dwingen hun krachten in het openbaar te gebruiken en zo het bestaan van mutanten te onthullen. De X-Men: Evolution Sentinel was een stuk sterker dan de stripversie en kon de gecombineerde krachten van de X-Men en de Brotherhood of Mutants weerstaan. In de laatste afleveringen werd een hele vloot van deze Sentinels ingezet tegen Apocalypse.

- Sentinels stonden gepland voor de tweede X-Men film X2, maar dit plan ging niet door. Wel staan op de DVD van X2 een paar schetsen van de geplande Sentinels. Deze Sentinels zouden niet enorm in omvang zijn geweest maar gewoon ter grootte van een mens.

- Sentinels spelen een rol in verschillende X-Men computerspellen zoals: X-Men: The Official Game, X-Men: Children of the Atom, X-Men Arcade Game, X-Men Legends en X-Men Legends II.

- In de film X-Men: The Last Stand vechten de X-Men in de Danger Room tijdens een simulatietraining tegen een enorme robot die duidelijk gebaseerd is op de Sentinels. De robot wordt uitgeschakeld door Wolverine en Colossus met hun “Fastball special”.